# Leptopholcus tanikawai
Leptopholcus tanikawai (Japans:ヤエヤマユウレイグモ, Yaeyama-yūreigumo) is een spinnensoort uit de familie trilspinnen (Pholcidae). De soort komt voor in Japan.